# Kushinagar (Distrikt)
Der Distrikt Kushinagar (Hindi: कुशीनगर जिला, Urdu کشی نگر ضلع), 1994 bis 1997 Distrikt Padrauna, ist ein Distrikt des indischen Bundesstaats Uttar Pradesh. Seinen Namen trägt der Distrikt nach der buddhistischen Pilgerstätte Kushinagar, dem Todesort des Buddha. Verwaltungszentrum und größte Stadt des Distrikts Kushinagar ist Padrauna.

## Geografie
Der Distrikt Kushinagar liegt im Nordosten Uttar Pradeshs an der Grenze zum Bundesstaat Bihar in der historischen Region Purvanchal und nicht weit von der nepalesischen Grenze. Nachbardistrikte sind Deoria im Süden, Gorakhpur im Südwesten, Maharajganj im Westen (alle Uttar Pradesh) sowie in Bihar Pashchim Champaran im Osten und Gopalganj im Südosten.
Das Distriktgebiet umfasst eine Fläche von 2905 km² und gehört zur Gangesebene. Das Terrain ist gänzlich flach ohne bemerkenswerte Eigenschaften. Im Osten wird das Distriktgebiet vom Gandak, einem Nebenfluss des Ganges, tangiert.

## Verwaltungsgliederung
Der Distrikt Kushinagar gehört zur Division Gorakhpur. Er ist in die vier Tehsils Padrauna, Hata, Kasya und Tamkuhi Raj unterteilt.

## Geschichte
Als eigenständiger Distrikt besteht Kushinagar seit dem 13. Mai 1994. Zuvor hatte das Gebiet zum Distrikt Deoria gehört. 1994 bis 1997 trug der Distrikt den Namen Padrauna, nach der Distrikthauptstadt. Zum 19. Juni 1997 wurde er durch die Regierung unter der damaligen Chief Ministerin Mayawati in Kushinagar umbenannt.

## Bevölkerung
Bei der Volkszählung 2011 hatte der Distrikt Kushinagar 3.564.544 Einwohner. Zwischen 2001 und 2011 wuchs die Einwohnerzahl um 23 Prozent. Die Bevölkerungsdichte lag mit 1227 Einwohnern pro km² noch über dem ohnehin schon hohen Durchschnitt Uttar Pradeshs (829 Einwohner pro km²). Dabei ist der Distrikt stark ländlich geprägt: Der Urbanisierungsgrad gehörte mit 4,7 Prozent im Jahr 2011 zu den niedrigsten Uttar Pradeshs. Die Alphabetisierungsquote lag mit 65,2 Prozent etwas unter dem Durchschnitt des Bundesstaates (67,7 Prozent).
Unter den Einwohnern des Distrikts Kushinagar stellten Hindus nach der Volkszählung 2011 mit 82,2 Prozent die Mehrheit. Daneben gab es eine muslimische Minderheit von 17,4 Prozent. Buddhisten spielen trotz der historischen Bedeutung Kushinagars für den Buddhismus mit einem Bevölkerungsanteil von 0,2 Prozent wie anderswo in Nordindien demografisch kaum eine Rolle.

## Sehenswürdigkeiten

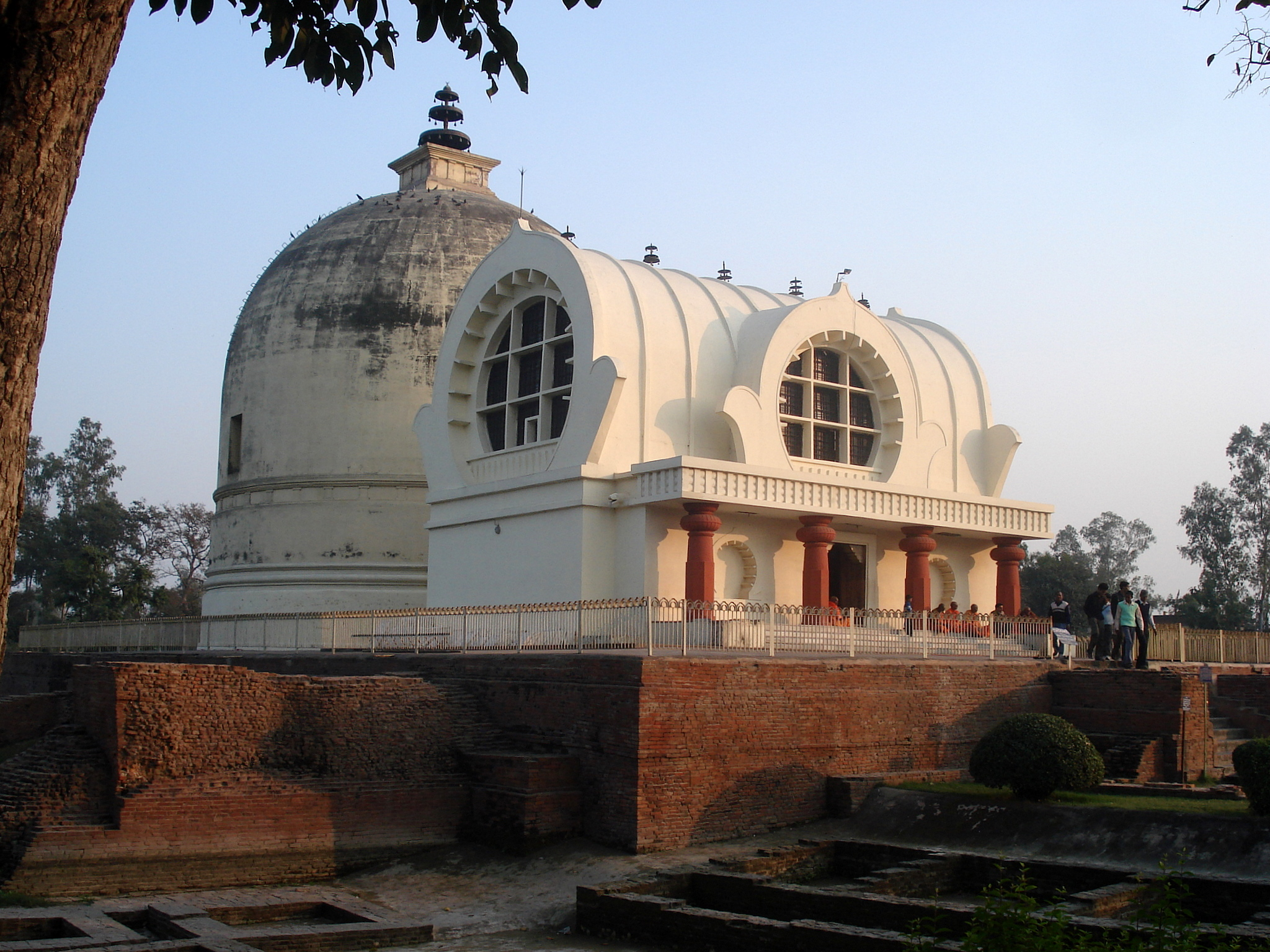
Parinirvana-Tempel in Kushinagar

Der namensgebende Ort Kushinagar ist ein wichtiges buddhistisches Heiligtum. Hier verstarb Siddhartha Gautama, der historische Buddha, und ging nach buddhistischer Vorstellung in das Parinirvana ein. Neben Buddhas Geburtsort Lumbini, Bodhgaya, wo er die Erleuchtung erlangte, und Sarnath, wo er seine erste Predigt hielt, gehört Kushinagar zu den vier wichtigsten Wallfahrtsorten des Buddhismus und wird von zahlreichen buddhistischen Pilgern vor allem aus Südost- und Ostasien besucht. In Kushinagar finden sich eine auf das 5. Jahrhundert zurückgehende Stupa, die Ruinen von vier Klöstern und eine Reihe von modernen Tempeln.

## Städte
| Stadt      | Einwohner (2001) |
| ---------- | ---------------- |
| Hata       | 11.259           |
| Kaptanganj | 11.493           |
| Khadda     | 14.332           |
| Kushinagar | 17.982           |
| Padrauna   | 44.357           |
| Ramkola    | 13.333           |
| Sewarhi    | 19.763           |